# 113
Het jaar 113 is het 13e jaar in de 2e eeuw volgens de christelijke jaartelling.

## Gebeurtenissen

### Italië
- In Rome wordt de Zuil van Trajanus voltooid. De marmeren triomfzuil is een eerbetoon aan keizer Trajanus, om de overwinning in Dacië (Roemenië) te herdenken tijdens de Dacische Oorlogen.

### Klein-Azië
- De Parthische koning Osroes I plaatst prins Parthamasiris op de Armeense troon en schendt daarmee de afspraken over de neutrale status van dit land. Keizer Trajanus valt met een Romeins expeditieleger (7 legioenen) Armenië binnen en annexeert het.

### China
- Laatste jaar met de yongchu periode van de Chinese Oostelijke Han-dynastie.

## Overleden
- Plinius de Jongere